# Valea Borcutului, Bistrița-Năsăud
Valea Borcutului (în maghiară Borkút, în trad. "Fântâna Apei Minerale"; în germană Sauerbrunn, în trad. "Fântâna Acidulată") este o localitate componentă a orașului Sângeorz-Băi din județul Bistrița-Năsăud, Transilvania, România.